# Christophe Pourcel

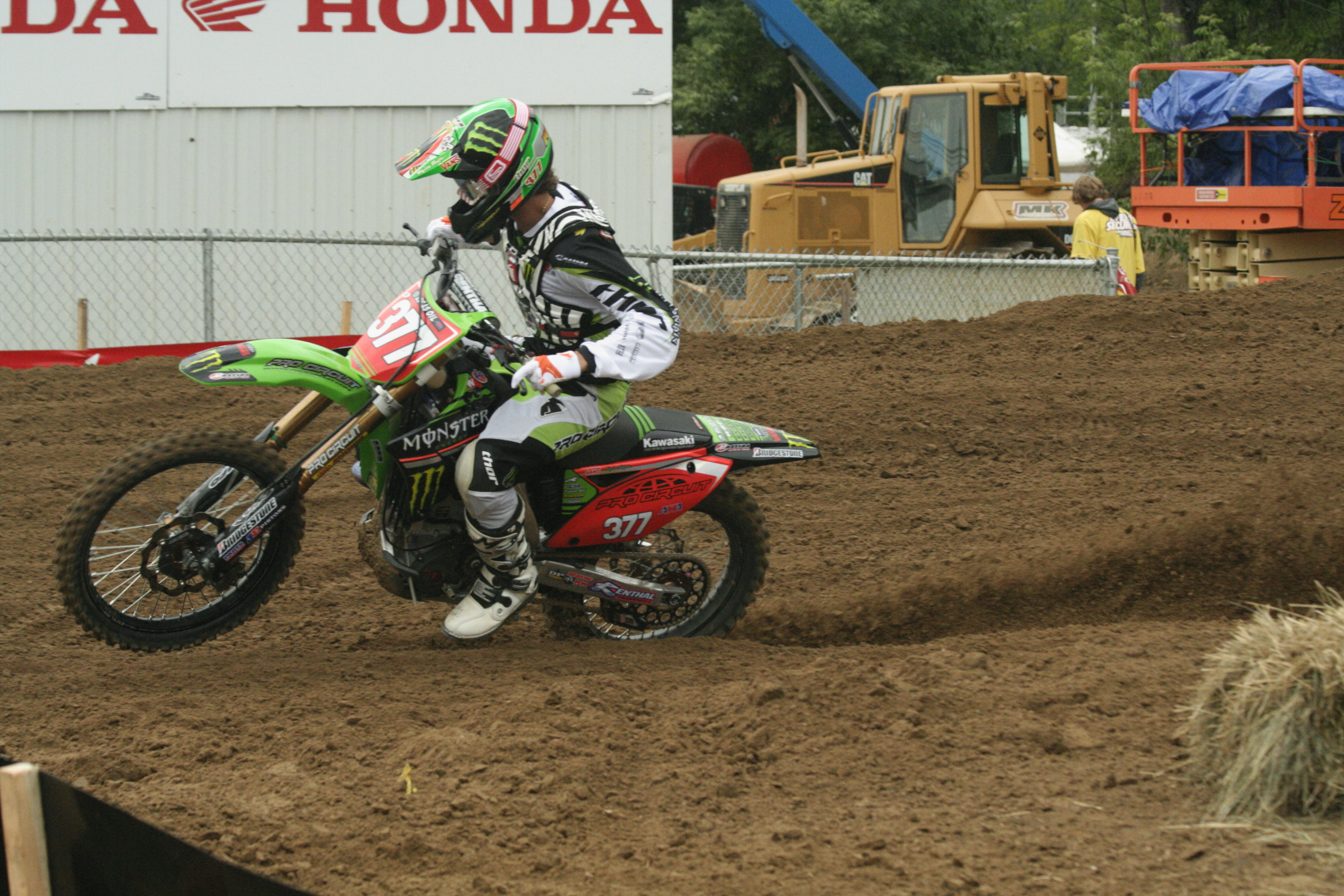
2009 Millville, MN National

Christophe Pourcel (* 16. August 1988 in Marseille) ist ein ehemaliger französischer Motocross-Fahrer.

## Karriere
Pourcel wechselte 2003 von der 85-cm³-EM in die MX2-WM. Er gewann 2006 den Weltmeister-Titel in der MX2-Klasse.
2009 wurde er Vize-Meister in der AMA-Motocross-Lites-Klasse. Er gewann 2009 und 2010 den AMA-Supercross-Lites-Meistertitel.
2017 beendete er offiziell seine Motorsport-Karriere.